# Aeroportul Masvingo
Aeroportul Masvingo (IATA: MVZ, ICAO: FVMV) este un aeroport din Masvingo, Provincia Masvingo, Zimbabwe.
Situat la o altitudine de 1.095 m, aeroportul dispune de o singură pistă.